# Let's Go (TV-program)
Let's Go var ett svenskt TV-program som sändes i SVT2 under hösten 1997 och våren 1998. Programledare var Erik Haag, assisterad av Anna Mannheimer. 
Programmet var en talkshow med inslag av sketcher och musik (exempelvis Lena Nyman, Freddie Wadling, Kent och Titiyo). Ett stående inslag var att Mannheimer besökte olika platser (skola, äldreboende, kontor) och sköt salut med en bordskanon. 
Programmets signaturmelodi var Roots Train med Junior Murvin. 